# .build
.build – internetowa domena najwyższego poziomu, przeznaczona dla serwisów związanych tematycznie z budownictwem. Domena została zatwierdzona przez ICANN 7 listopada 2013 roku. Dodana do serwerów głównych w grudniu 2013 roku.